# Bernard Makuza
Bernard Makuza (n. 30 septembrie 1961, Huye) este un politician rwandez care a fost selectat drept Prim minstru al Rwandei în 8 martie 2000.
Predecesorul său a fost Pierre-Célestin Rwigema.
Makuza a fost membru al Mișcării Democrate Republicane.
Înainte de a fi numit Prim ministru, Makuza a fost ambasadorul Rwandei în Burundi și apoi ambasador în Germania.